# 日光邑

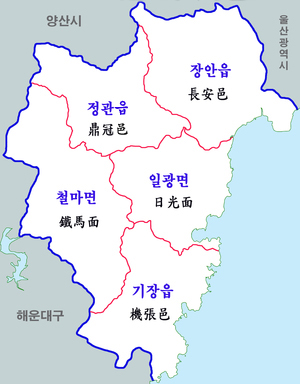
機張郡の区分図。図中で、日光邑は、日光面として表示されている。

日光邑（イルグァン-ウプ、朝鮮語: 일광읍）は、大韓民国釜山広域市機張郡の邑である。西側は鉄馬面、北側は鼎冠邑・長安邑、南側は機張邑に接し、東側は日本海がある。西部は海抜100m以下の丘陵地であり、中央部を通って日本海に注ぐ日光川の河口には日光海水浴場がある。三聖里（サムソンニ、삼성리）には、三聖台（サムソンデ、세성대）、鄭夢周を顕彰する「圃隱鄭先生遺躅碑（포은 정선생 유촉비）」、「日光面功德碑群（일광면 공덕비군）などがあり、七岩里（チラムニ、칠암리）には「独立闘士朴英俊記念碑（독립투사 박영준 기념비）」がある。新平里（シンピョンニ、신평리）には新平里恐竜足跡化石産地がある。

## 歴史
- 757年（景徳王16年）：南北国時代と高麗時代に機張県（キジャンヒョン、기장현）と呼ばれたとする記録がある。
- 1413年（朝鮮太宗13年）：地方制度改編で県監（현감）が管轄した。
- 1599年（宣祖33年）：機張県は、文禄・慶長の役の後、郡県統合政策で東萊（トンネ、동래）と蔚山（ウルサン、울산）に分割編入されて廃止となった後、1617年（光海君9年）に回復し、1895年（高宗32年）に改称された。
- 1914年4月1日：機張郡が東萊郡に編入され、東面と中北面の一部を合わせて日光面が設置された。その管轄に、冬栢里（トンべンニ、동백리）、文東里（ムンドンニ、문동리）、文中里（ムンジュンニ、문중리）、三聖里（サムソンニ、삼성리）、新平里（シンピョンニ、신평리）、龍川里（ヨンチョンニ、용천리）、院里（ウォルリ、원리）、伊川里（イチョンニ、이천리）、青光里（チョングァンニ、청광리）、七岩里（チラムニ、칠암리）、鶴里（ハンニ、학리）、花田里（ファジョンニ、화전리）、横渓里（フェンゲリ、횡계리）の13里を置いた。
- 1973年7月1日：東萊郡（現在の機張郡にあたる地域）が梁山郡と合体し、梁山郡の日光面となった。
- 1995年3月1日：機張郡が復元され、機張郡の日光面となり、釜山広域市に編入された。
- 2022年4月1日：日光面から日光邑に昇格した[1]。

### 地名の由来
「日光」（イルグァン、일광）という名は、1914年の府郡面統廃合の際に、邑の西に位置する日光山（イルグァンサン、일광산）にちなんで付けられた名であり、日光山は『機張縣邑誌（기장현 읍지）』（1885年）に「朝の日差しを最初に受ける場所（아침 햇살을 가장 먼저 받는 곳）」とあることから付いた名だと記録されている。
2023年には、尹錫悦大統領が「日光水産刺し身店（일광수산횟집）」で会合を開いたことを機に、「日光」は親日的な名称であるとする言説がネット上で流布され、「日光水産の『日光』は日本の旭日旗を意味し、日光邑は日帝強占期に作られた行政区域」といった誤った主張が広まり、機張郡当局が「住民全体に対する深刻な名誉毀損だ」として遺憾の意を表明する事態となった。

## 行政区画
| 法定里           | カナ表記       | 行政里                                                         |
| ---------------- | -------------- | -------------------------------------------------------------- |
| 冬栢里（동백리） | トンベンニ     | 冬栢（동백）                                                   |
| 文東里（문동리） | ムンドンニ     | 文東（문동）                                                   |
| 文中里（문중리） | ムンジュンニ   | 文中（문중）                                                   |
| 三聖里（삼성리） | サムソンニ     | 三聖1（삼성1）、三聖2（삼성2）、後洞（후동）                   |
| 新平里（신평리） | シンピョンニ   | 新平（신평）                                                   |
| 龍川里（용천리） | ヨンチョンニ   | 山水谷（산수곡）、回龍（회룡）、大里（대리）、上谷（상곡）     |
| 院里（원리）     | ウォルリ       | 院塘（원당）、下里（하리）、鉱山（광산）、上里（상리）         |
| 伊川里（이천리） | イチョンニ     | 伊川東（이천동）、伊川西（이천서）、伊東（이동）、三徳（삼덕） |
| 青光里（청광리） | チョングァンニ | 青光（청광）                                                   |
| 七岩里（칠암리） | チラムニ       | 七岩（칠암）                                                   |
| 鶴里（학리）     | ハンニ         | 鶴里（학리）                                                   |
| 花田里（화전리） | ファジョンニ   | 花田（화전）、堂谷（당곡）                                     |
| 横渓里（횡계리） | フェンゲリ     | 横渓（횡계）                                                   |

## 交通
- 一般鉄道：東海線：日光駅
- 都市鉄道： 東海線広域電鉄
- 国道：国道第14号線、国道第31号線（朝鮮語版）

## 山
- 日光山
- アホプ山（九山、아홉산）